# Rödbo (tätort)
Rödbo är en bebyggelse i primärområdet Rödbo i Göteborgs kommun, belägen på nordligaste spetsen av Hisingen mellan Göta älv och Nordre älv. Denna del av Hisingen är belägen i Bohuslän och den är kyrkby i Rödbo socken belägen 3 km söder om Kungälv och 19 km norr om Göteborg. Området avgränsades före 2015 till en separat tätort för att därefter räknas som en del av tätorten Kungälv.
Rödbo är en villaförort, kring Rödbo kyrka. 

## Befolkningsutveckling
| Befolkningsutvecklingen i Rödbo 1980–2010                   | Befolkningsutvecklingen i Rödbo 1980–2010 | Befolkningsutvecklingen i Rödbo 1980–2010 | Befolkningsutvecklingen i Rödbo 1980–2010 | Befolkningsutvecklingen i Rödbo 1980–2010 |
| ----------------------------------------------------------- | ----------------------------------------- | ----------------------------------------- | ----------------------------------------- | ----------------------------------------- |
|                                                             |                                           |                                           |                                           |                                           |
| År                                                          |                                           |                                           | Folkmängd                                 | Areal (ha)                                |
| 1980                                                        | 1980                                      |                                           | 318                                       |                                           |
| 1990                                                        | 1990                                      |                                           | 268                                       | 41                                        |
| 1995                                                        | 1995                                      |                                           | 265                                       | 42                                        |
| 2000                                                        | 2000                                      |                                           | 245                                       | 42                                        |
| 2005                                                        | 2005                                      |                                           | 255                                       | 42                                        |
| 2010                                                        | 2010                                      |                                           | 278                                       | 41                                        |
| Anm.: Ny tätort 1980, sammanvuxen med tätorten Kungälv 2015 |                                           |                                           |                                           |                                           |